# Gorgoniidae
Famille
Les Gorgoniidae sont une famille de cnidaires anthozoaires, des gorgones de l'ordre des Alcyonacea.

## Caractéristiques
À l'origine, les membres de la famille des Gorgoniidae comprenaient une gamme de genres beaucoup plus large qu'aujourd'hui et étaient utilisés pour tous les Octocorallia cornés. Maintenant, il est limité aux espèces où les "spicules calcaires mesurent moins de 0,3 mm. De longueur, sculptés avec des ceintures régulièrement disposées de tubercules compliqués (verrues'), les anthocodies sont relativement inermes, au plus avec quelques formes plates tiges en chevron sous chaque tentacule, le cylindre axial corné est faiblement localisé, voire pas du tout, et est perforé par une corde centrale relativement étroite et chambrée, et dans laquelle les rameaux sont généralement assez minces, avec une corticale mince.

## Liste des genres
Selon World Register of Marine Species (6 janvier 2015) :
- genre Adelogorgia Bayer, 1958
- genre Antillogorgia Bayer, 1951
- genre Eugorgia Verrill, 1868
- genre Eunicella Verrill, 1869
- genre Filigorgia Stiasny, 1937
- genre Gorgonia Linnaeus, 1758
- genre Guaiagorgia Grasshoff & Alderslade, 1997
- genre Hicksonella Nutting, 1910
- genre Leptogorgia Milne-Edwards, 1857
- genre Lophogorgia Milne-Edwards, 1857
- genre Olindagorgia Bayer, 1981
- genre Pacifigorgia Bayer, 1951
- genre Phycogorgia Milne Edwards & Haime, 1850
- genre Phyllogorgia Milne Edwards & Haime, 1850
- genre Pinnigorgia Grasshoff & Alderslade, 1997
- genre Pseudopterogorgia Kükenthal, 1919
- genre Pterogorgia Ehrenberg, 1834
- genre Tobagogorgia Sanchez, 2007

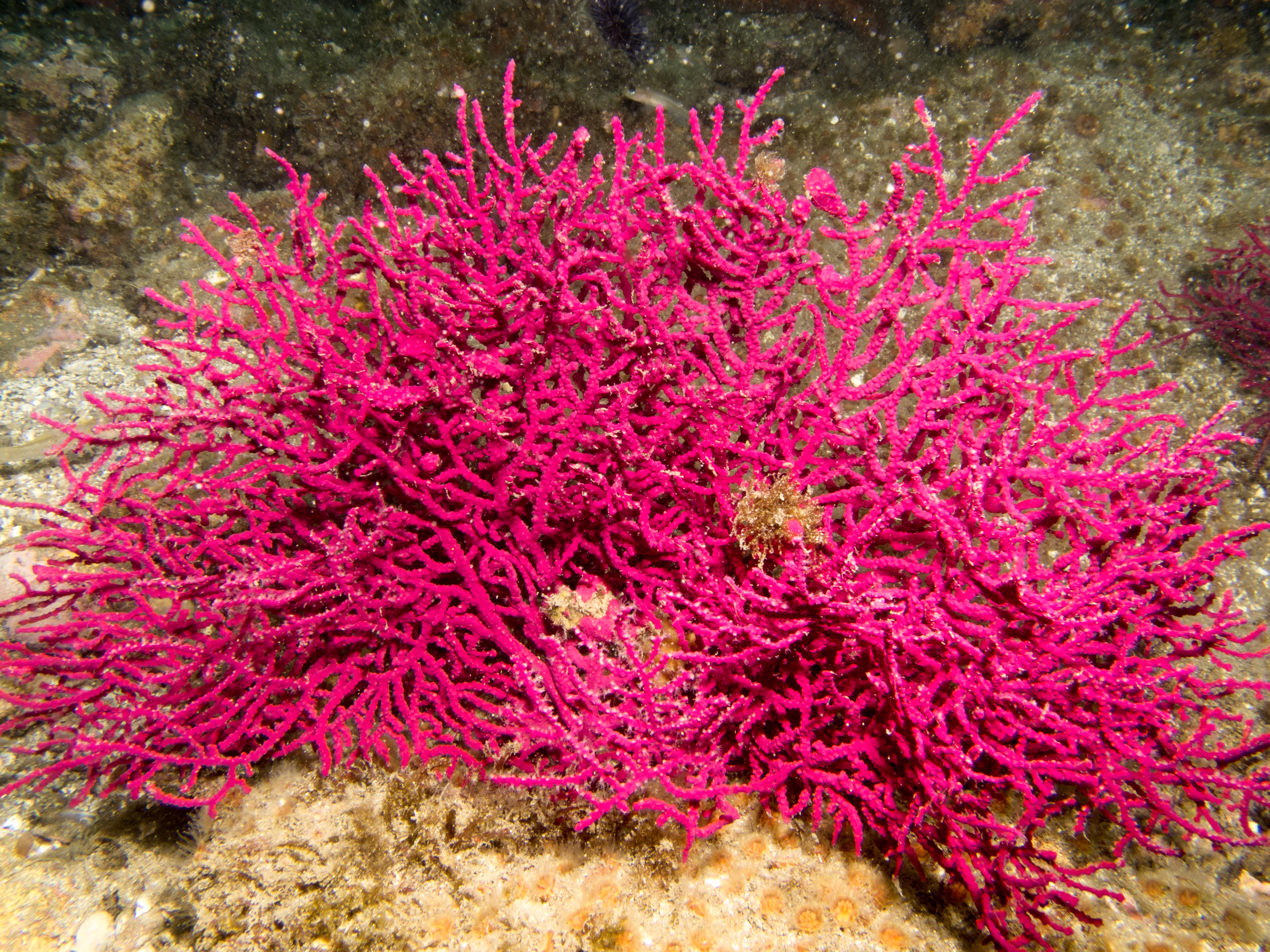
Eugorgia rubens
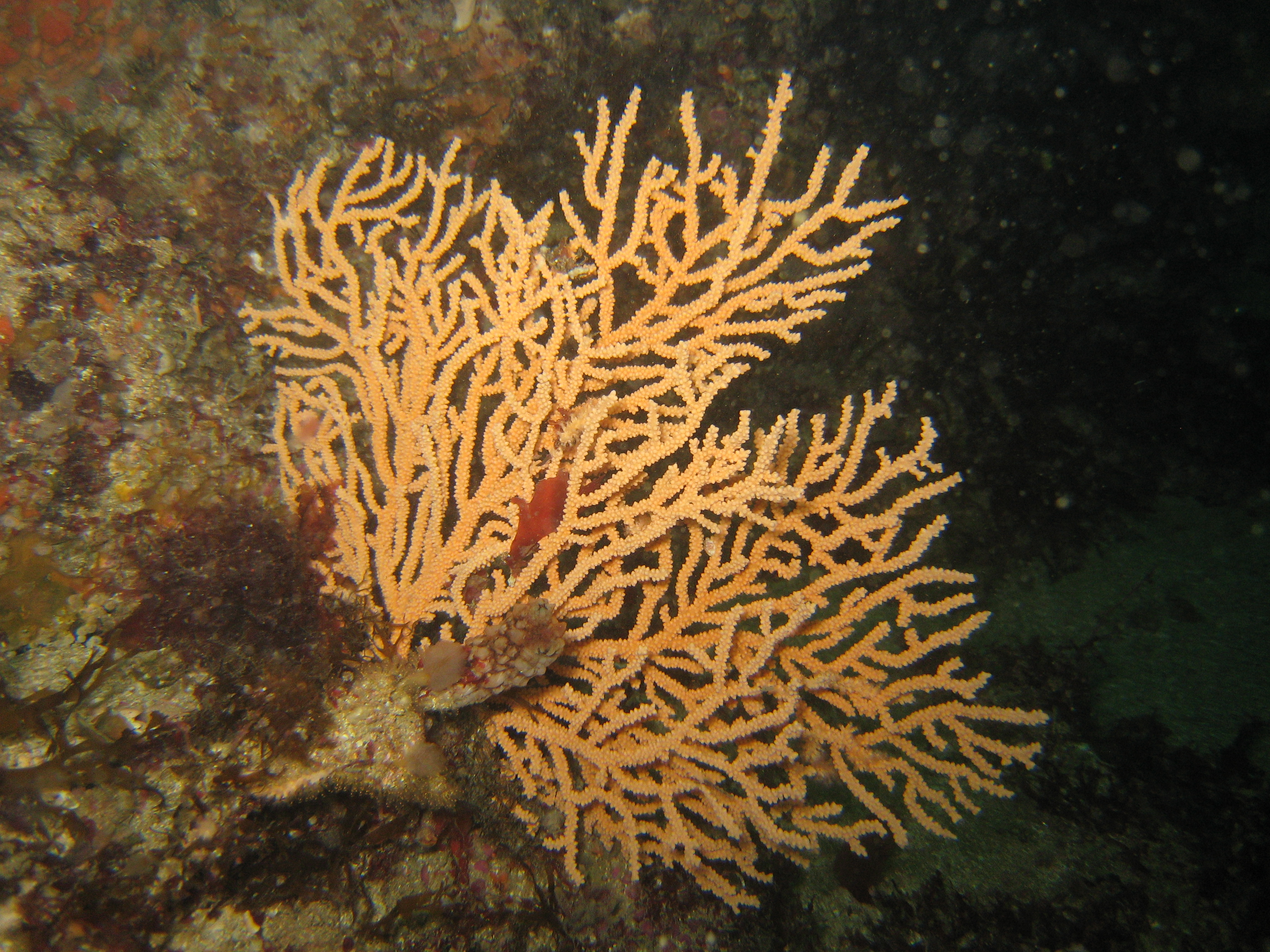
Eunicella verrucosa
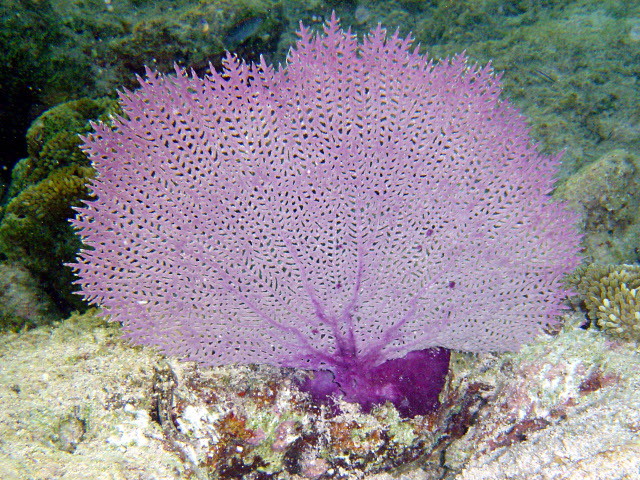
Gorgonia ventalina
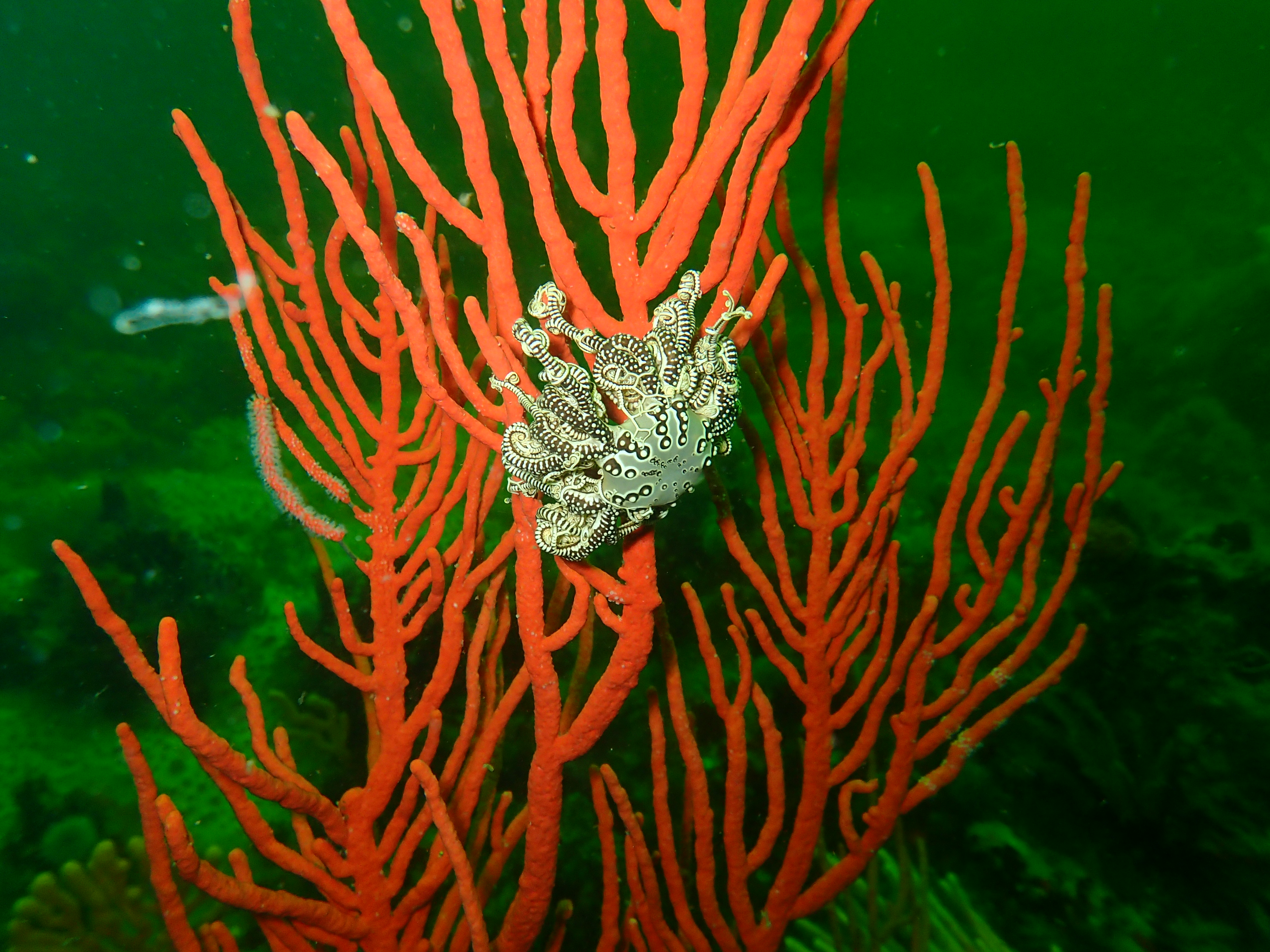
Leptogorgia palma
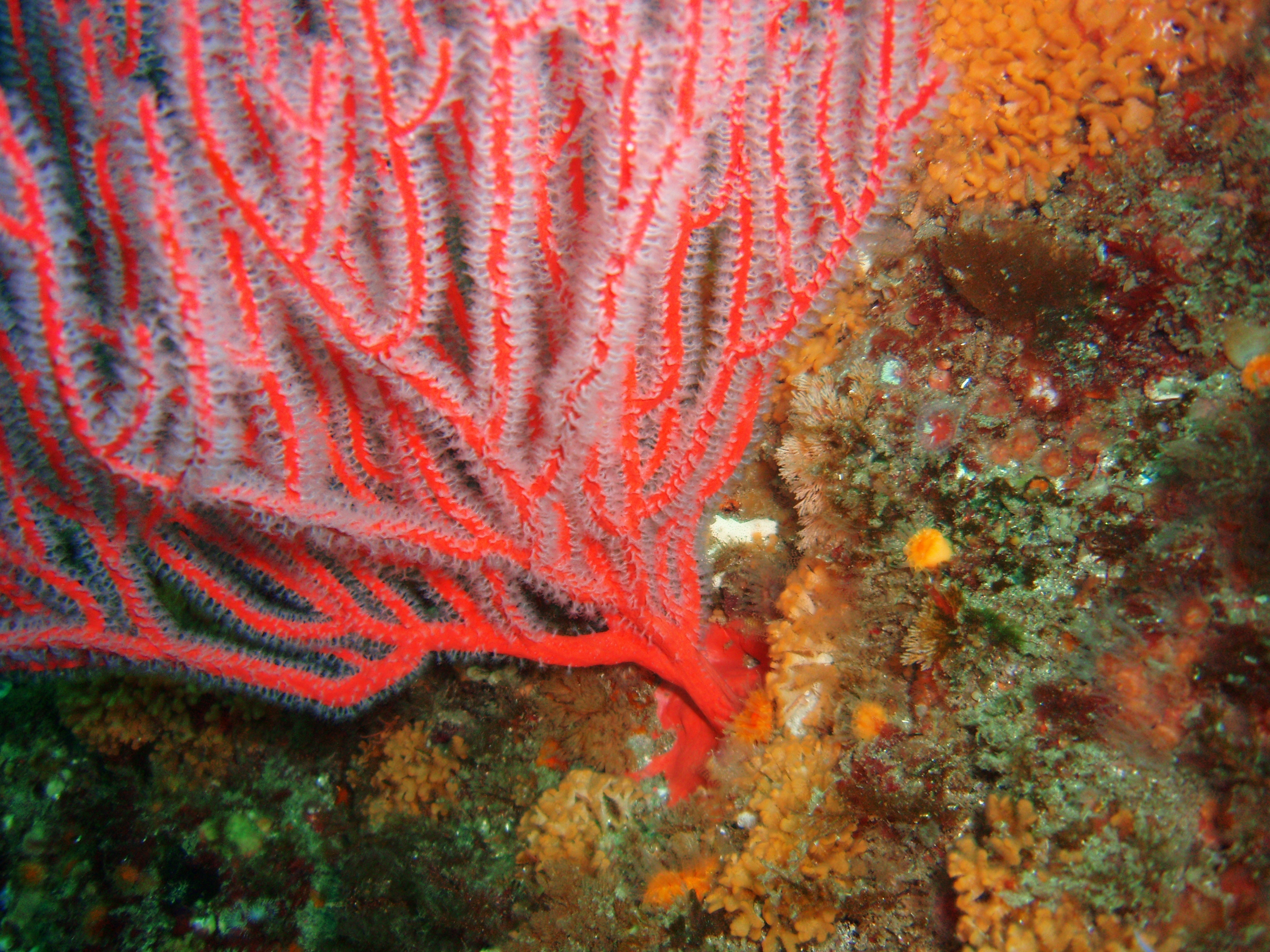
Lophogorgia sp.
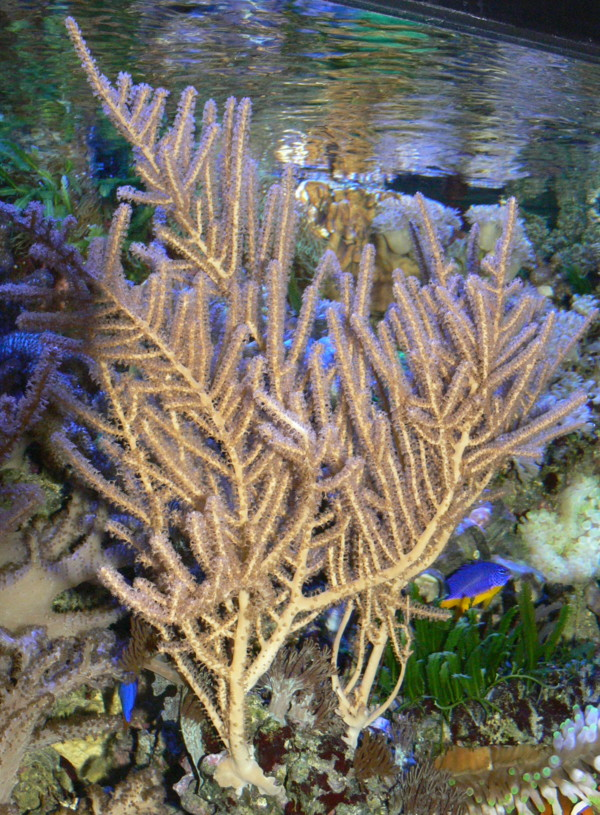
Pinnigorgia sp.
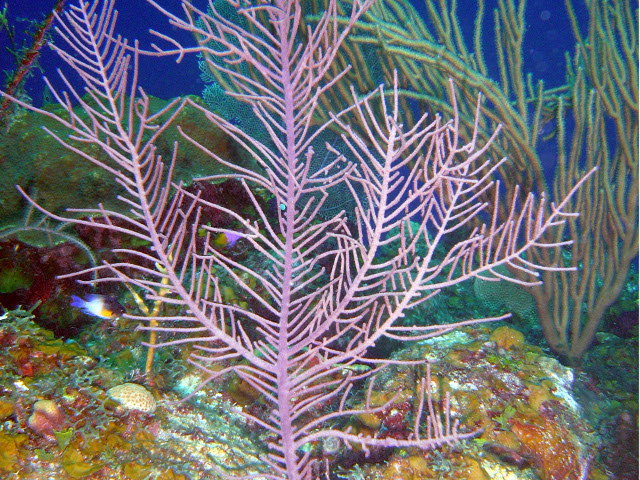
Pseudopterogorgia bipinnata